# دان ماهوني (لاعب كرة قاعدة)
دان ماهوني (بالإنجليزية: Dan Mahoney)‏ هو لاعب كرة قاعدة أمريكي، ولد في 20 مارس 1864 في سبرينغفيلد في الولايات المتحدة، وتوفي بنفس المكان في 31 يناير 1904.

## وصلات خارجية
- دان ماهوني على موقعبيزبول رفرنس.كوم (الدوري الرئيسي) (الإنجليزية)
- دان ماهوني على موقعبيزبول رفرنس.كوم (الدوري الثانوي) (الإنجليزية)